# Acanthops parafalcata
Acanthops parafalcata es una especie de insecto del orden Mantodea, de la familia Acanthopidae, de la subfamilia Acanthopinae y de la tribu Acanthopini.

## Denominación
Esta especie fue descrita por Lombardo e Ippolito en 2004.

## Localización
Acanthops parafalcata fue descubierta en Trinidad y Tobago.